# Brachygeophilus ballidagus
Brachygeophilus ballidagus är en mångfotingart som beskrevs av Chamberlin R. 1952. Brachygeophilus ballidagus ingår i släktet Brachygeophilus och familjen storjordkrypare.
Artens utbredningsområde är Turkiet. Inga underarter finns listade i Catalogue of Life.